# Мея
Мея Анна Пернилла Куллерстен (швед. Meja Anna Pernilla Kullersten, урожд. Анна Пернилла Торндал (швед. Anna Pernilla Torndahl); род. 12 февраля 1969 года, Нюнесхамн, Швеция) — композитор и певица из Швеции. Среди её самых известных песен — «I’m Missing You», «All 'Bout the Money» и «Private Emotion» (спета дуэтом с Рики Мартином). Она также завоевала популярность после её сингла «How Crazy are You?» который был использован в качестве основной музыкальной темы для видеоигры Xbox «Dead or Alive Xtreme Beach Volleyball».

## Биография
В 5 лет Мея начала писать стихи, петь в хоре. Дебютировала в театре в возрасте 7 лет. В 1986 году в возрасте 16 лет она переехала учиться в Майорку, где во время обучения решила сосредоточить свои силы на музыкальном направлении. В 1990 году Мея отправилась в Стокгольм, чтобы заниматься музыкой. Она пела в разных группах Стокгольма, была в бэк-вокалисткой группы Rob’n’Raz DLC. В 1992 году Мея переехала в Лос-Анджелес, чтобы продолжить обучение в Голливуде.
Первый сольный альбом Меи вышел в 1996 году. Песни для него певица писала в соавторстве с Билли Стейнбергом. В 1997 году она провела тур в Японии под названием The Flower Girl Jam Tour.

## Дискография

### Альбомы
- Holy Groove (Legacy of Sound) (1993)
- Tour de Force (Legacy of Sound) (1994)
- Meja (1996)
- Live in Japan-The Flower Girl Jam (1997)
- Seven Sisters (1998)
- Realitales (2000)
- My Best (2002)
- Mellow (2004)
- The Nu Essential (2005)
- Urban Gypsy (2009)
- «AniMeja» (2010)
- «Original Album Collection» (2010)
- Stroboscope Sky (2015)

### Синглы
- «Happy» (Legacy of Sound) (1993)
- «I Can’t Let You Go» (Legacy of Sound) (1993)
- «Feels So Good» (Legacy of Sound) (1993)
- «Woman in Me» (Legacy of Sound) (1994)
- «Livin’n Learnin'» (Legacy of Sound) (1994)
- «I’m Missing You» (1996)
- «How Crazy Are You?» (1996)
- «Welcome to the Fanclub of Love» (1996)
- «I Wanna Make Love» (1996)
- «Rainbow» (1996)
- «Pop & Television» (1998)
- «All 'Bout the Money» (1998)
- «Lay Me Down» (1998)
- «Beautiful Girl» (1998)
- «Radio Radio» (1998)
- «Intimacy» (1999)
- «Private Emotion» (Duet with Ricky Martin) (2000)
- «Spirits» (2000)
- «Hippies in the 60’s» (2000)
- «I’m Here Saying Nothing» (2001)
- «Wake Up Call» (2004)
- «Life is a River» (2004)
- «At the Rainbows End» (2009)
- «Regrets (I Have None)» (2009)
- «Dance with Somebody» (2010)
- «Totoro» (2010)